# 扰流板 (航空)

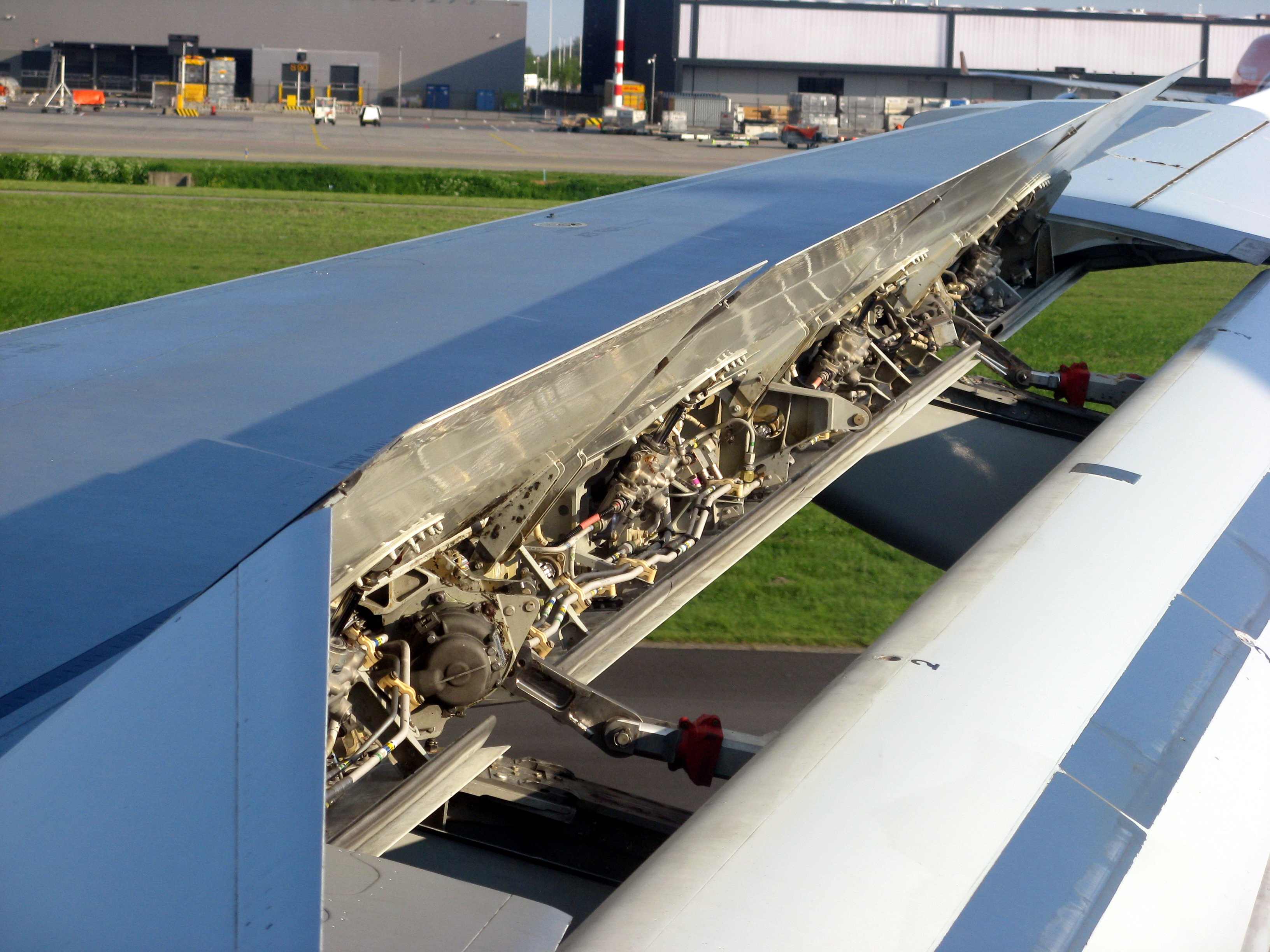
从机舱内拍摄空中客车A320的扰流板在降落滑行的过程中升起

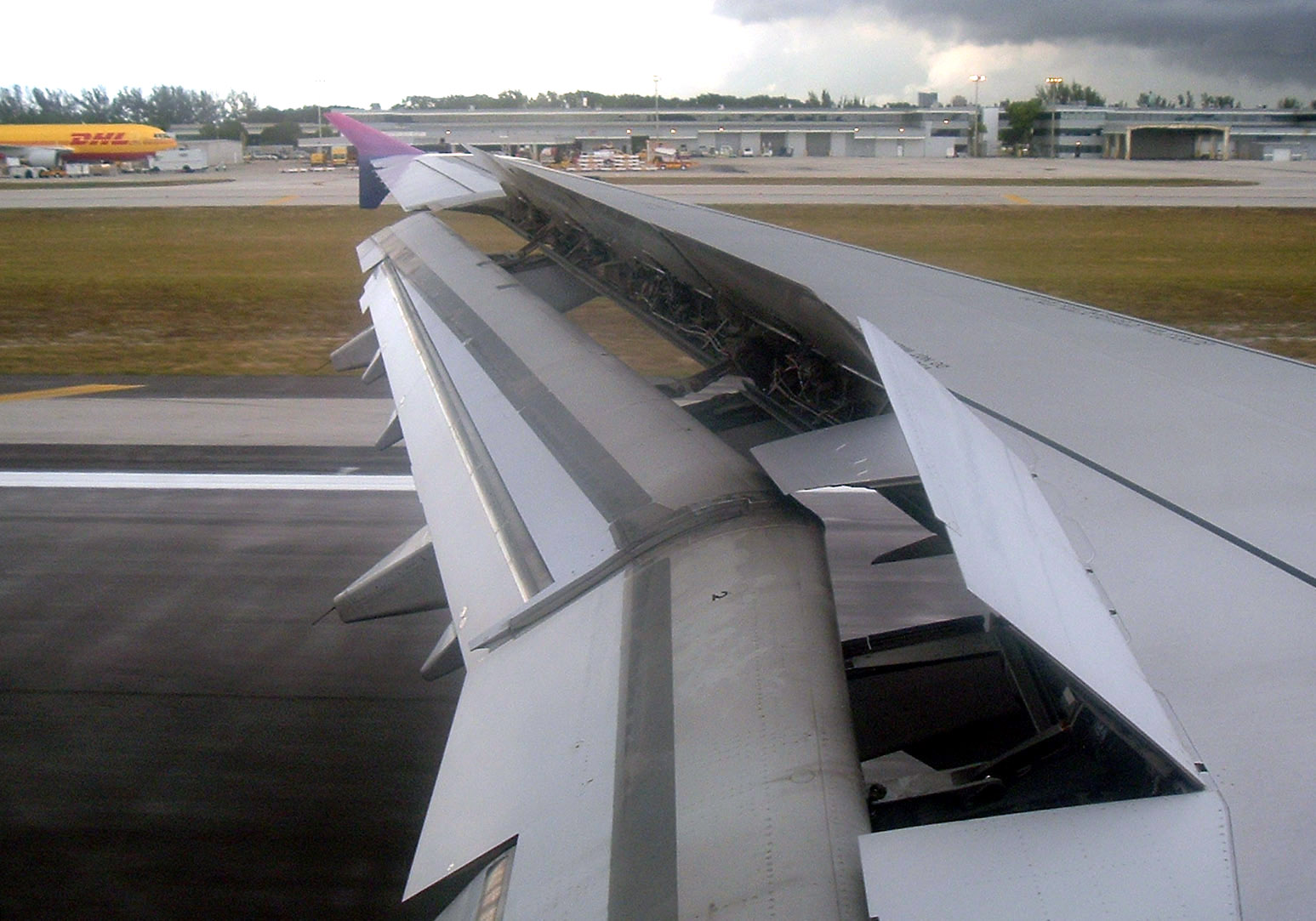
近距离观察空中客车A321的扰流板在降落滑行的过程中升起

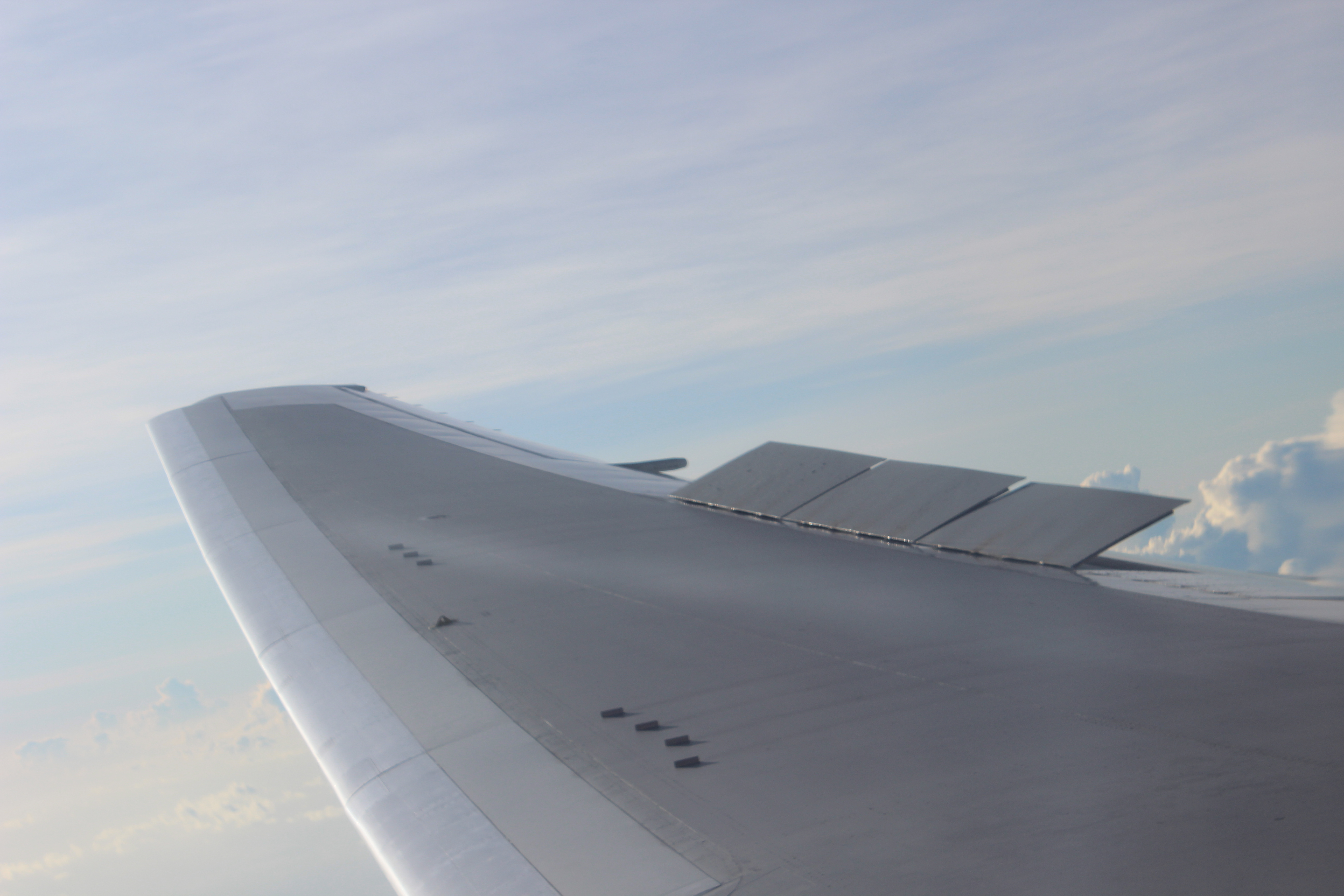
波音767-300ER飞机下降时通过升起扰流板来降低飞行高度

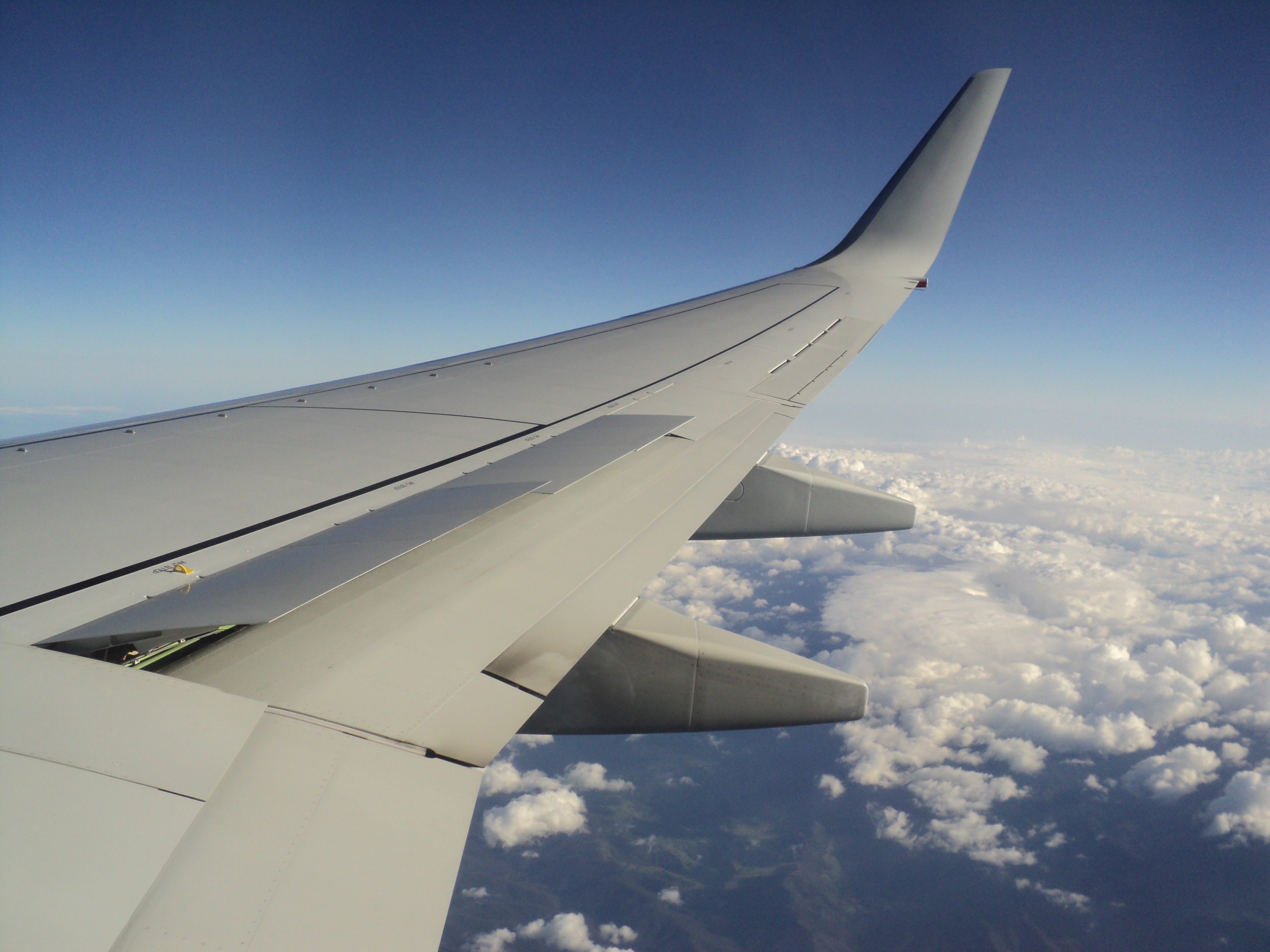
波音737-800飞机下降时通过升起扰流板来降低飞行高度

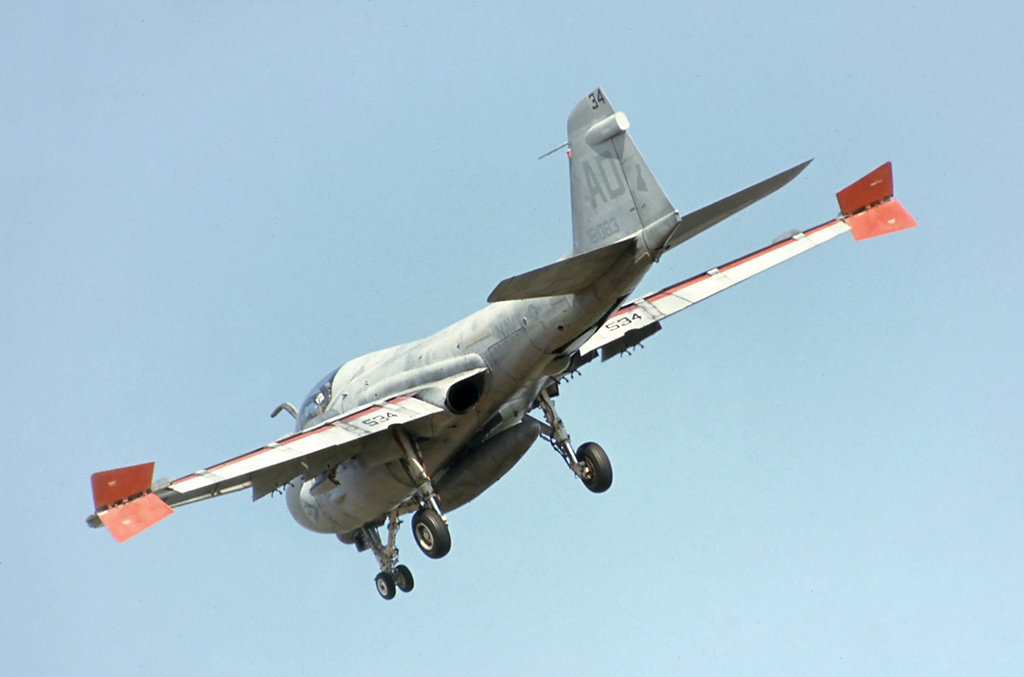
正打開擾流板的A-6入侵者攻擊機

擾流板（英語：spoiler），又称减速板，為使用涡轮喷气发动机和涡轮风扇发动机的固定翼航空器（包括喷气式飞机和滑翔机）上常用的一种减速装置。因为其结构简单，可靠性高，从小型到大型飞机上的应用相当广泛。民用客机的扰流板通常安装在两侧的机翼上，使用时通过液压系统顶起，有效地增加航空器前进的阻力并增大机翼上方的压力，达到同时减缓飞行速度和降低飞行高度的目的。相对的，战斗机上的扰流板根据各自空氣動力设计的不同，安装在不同的位置。另外，不少战斗机降落时需要靠释放减速伞来缩短滑跑的距离。但是减速板的使用寿命有限，一般来讲只能使用1000-3000个小时。

## 功能及作用
扰流板一般有三种使用方法：第一种是在飞行过程中升起使用的，当两边机翼的扰流板升起时，流經機翼表面的氣流会被破壞，從而達到在空中用来减缓速度并降低高度。而升起多少片扰流板及角度則決定了飞机的当前減速力和下降速度，升起角度愈大或使用數量愈多，飞机減速能力較强，下降速度也較快，反之則弱和慢。第二种同樣地在飞行过程中使用的，通過操縱桿向左或向右轉動的信号傳送到擾流板上，使一側机翼上的擾流板升起，有效破坏两侧机翼的升力平衡，輔助副翼和配合使飞机達到转向目的，同樣的升起多少片扰流板及角度影響飛機轉向能力。第三种是飞机降落滑行时，兩側擾流板全數以最大角度升起，目的增加空氣阻力，消除升力，配合发动机反推和起落架制動，迅速降低滑行速度，缩短滑行距离。
除了以上的三种外，值得一提的第四种是一种極為罕見的情況，僅存在大型民航機的操作理論上，雖然操作可行但考慮飛行安全絕對不會在實際上使用的。是一种在空中急減速，迅速下降同時也要轉向的情況，這時兩側擾流板全部會以最大角度升起，由於大型民航機机翼和操縱結構複雜，擾流板一般是連繫了操縱桿和自身擾流板收放系統，当轉动操縱桿轉向的同時，電腦會在全部擾流板最大角度升起的基礎下通過數碼化電子飛行及線傳飛行控制系統自動計算出所有擾流板在轉向時所需使用数量和角度，計算結果通常是被抬起一側机翼上的擾流板使用的數量和角度較另一側已被壓低机翼上並全部最大角度升起的擾流板為略少或略低，但仍較一般普通轉向操作時數量為多和角度高，配合同樣連接線傳飛控系統的副翼上下擺動，以達到同時空中急減速，迅速下降及轉向動作。
扰流板几乎是所有滑翔机上的标准配备。如果滑翔机降落时通过机头向下俯冲来降低高度，势必会增加飞行的速度，对于滑翔机的降落非常不利。因为飞行员必须让机鼻朝下，然而向下的角度又不能太大否则造成飞机坠毁。而使用扰流板则能有效地避开这个问题。
民用航空器也几乎全数配备了扰流器，用来辅助减缓速度，会降低高度。但是其功能相对有限，因为飞行员可以通过减小发动机推力，展开襟翼等相对安全的方法，达到同样的目的。但当飞机遇到乱流，也能配合副翼来防止飞机翻滚，使飞行更为舒适。
然而航空器，特别是使用涡轮风扇发动机的飞机降落滑行时，几乎每次都会打开扰流板。因为扰流板能有效地增加阻力，配合发动机反推和轮胎制动，帮助飞机尽快减速。但是单凭扰流板的减速效果仍然非常有限，其真正的作用效果在于迅速减少机翼下方的升力，使飞机重力与升力的合力更大，从而增加轮胎与跑道的摩擦力，使得刹车制动的效果更加明显。
在使用往复式发动机的飞机上，扰流板的另外一个作用是防止发动机发生冲击冷却。如果飞机不依靠扰流板减速，则必须降低发动机推力。然而对于往复式发动机，迅速减少推力会使发热量迅速降低，这个过程被称为冲击冷却。而冲击冷却往往造成发动机气缸爆裂等严重的后果。而使用扰流板来配合减速，飞行员可以缓慢地降低发动机推力，同样有效地达到减速的目的，而避开冲击冷却的危险。

## 扰流板的控制原理
不同位置的扰流板功能也不同，内侧扰流板主要用于减速，而外侧扰流板则主要用于辅助飞机摇摆或左右翻滚。
大型客机上的扰流板还能辅助方向舵，控制飞机飞行姿态。因为当飞机速度较大时，方向舵的转向功能有限，这时飞行员能通过升起飞机一侧的扰流板，迅速降低一侧机翼的升力，让飞机失去平衡向一边倾斜，从而达到转向的目的。
现代几乎所有的喷气式飞机的扰流板，即使是線傳飛控的飞机，在扰流板的控制上，往往都是用液压来控制。

## 阻升器
阻升器（lift dumpers）是一类特殊的扰流板，它只有伸出和缩回两个位置。当扰流板完全打开时，作用与阻升器的效果相当。但是这在飞机的飞行过程中几乎会造成飞机立即失速，所以是绝对禁止的。民航飞机扰流板系统按闭合回路进行工作，由飞行员手动控制。
阻升器的主要作用如下：
- 防止飞机在降落时在跑道上“弹跳”，这种情况在老式飞机上非常常见
- 迅速增加飞行的阻力
- 让更多的重力加在飞机轮胎上，使得刹车效果更加明显

阻升器的控制通常分为手动和自动两种，当设置为自动的情况下，阻升器会在飞机降落触地的瞬间自动打开。同样，如果飞机使用的扰流板，这时候也会完全打开，往往能超过50度。
有些飞机的阻升器的制动效果非常明显，例如BAe 146飞机，甚至不需要借助發動機反推，仅靠扰流板就能迅速制动。

## 战斗机的扰流板
和民用飞机不同，战斗机的扰流板安装位置相当多变。早期的战斗机例如米格-15战斗机，其扰流板安装在机尾，尾翼下方的两侧。70年代的战斗机，例如F-14雄貓式戰鬥機的扰流板则位于飞机尾部两片尾翼的中间。现代大多数战斗机，如F-16戰隼戰鬥機、F-15鷹式戰鬥機、苏-27战斗机和殲-11战斗机的扰流板均位于飞机背部。

## 意外事故
有时阻升器和扰流板也会酿成事故，原因往往是由于在飞机降落触地前过早地打开造成飞机失速，或是飞机员以为设置为自动而忘记打开扰流板使得降落滑行距离过长，飞机冲出跑道。
- 加拿大航空621號班機空難 - 1970年7月5日，飛機在多伦多降落时，扰流板过早地打开造成飞机失速坠毁，机上100名乘客和9名机组人员全部丧生。
- 联合航空553號班機空難 - 1973年12月8日，飞行员忘记收起扰流板，使得飞机在芝加哥中途国际机场坠毁，机上43人和地面2人丧生。[來源請求]
- 美國航空965號班機 - 1995年12月20日，班機於降落前在山區中迷失方向，當飛行員在收到近地警報時忘记收起扰流板進行爬升，使飛機爬升不及並撞山坠毁，機上163人仅4人生還。
- 美國航空1420號班機 - 1999年6月1日，飛機在風暴中降落小石城機場时，因飞行员忘记升起扰流板而導致飛機冲出跑道坠毁，機上连同机长在內共有11人丧生。
- 巴西天馬航空3054號航班 - 2007年7月17日，一架空中巴士A320-233客机在聖保羅孔戈尼亞斯國際機場降落时，客機右邊用於著陸時減速的推力反向器被阻塞，使得飞机完全靠扰流板减速[9]。最终飞机冲出跑道，高速撞入巴西天馬航空在加油站附近的辦公大樓並且爆炸。機上有186名人員和13名地面人員在事故中喪生[10]。